# Вдовичева, Евгения Аркадьевна
Евгения Аркадьевна Вдовичева (6 января 1937, село Кушниково Мариинско-Посадского района, Чувашская АССР — 31 марта 2023, Чебоксары, Чувашская Республика) — живописец, член Союза художников СССР (1974). Заслуженный художник Чувашской Республики (1997).

## Биография
Родилась в семье священника Аркадия Николаевича Воздвиженского — протоирея, настоятеля Введенского собора в Чебоксарах. Училась в Чебоксарском художественном училище (1955—1960). Работала в городе Чебоксары художницей-живописцем Чувашских творческо-производственных мастерских Художественного фонда РСФСР (с 1960). Жила и работала в городе Чебоксары.

## Творчество
С начала 1960-х работала в области пейзажа и натюрморта, экспонировала произведения на художественных выставках различного уровня. Излюбленные виды искусства — живопись маслом, акварель, монотипия. С 1962—1963 периодически работала с группой коллег-художников в сельских районах Чувашской Республики. В 1971 году стала членом творческой бригады «Сельские зори», выезжала для творческой работы в колхоз «Гвардеец» Батыревского района Чувашии, в 1980-х — в селе Янгорчино Вурнарского района. Неоднократно работала на творческой Академической даче Союза художников СССР им И. Е. Репина в Калининской (ныне Тверской) области.
Уже в начале 1970-х Евгению Вдовичеву относят к числу ведущих живописцев-пейзажистов Чувашии и отмечают особенности её творчества: «…художнице свойственно лирическое восприятие природы, и эта поэзия чувств становится главным содержанием её полотен». Она признанный мастер сельского пейзажа-картины с характерной для Чувашии пластикой холмистой местности, ухоженными полями и рощами. В изображении природы её привлекают сложные эффекты освещения и переходные состояния (весна, цветение, ранняя осень). Натюрморты отличаются проникновенностью, лиричностью, свежестью, любовью к деталям.
В 2007 году на персональной юбилейной выставке произведения Е. А. Вдовичевой впервые экспонировались  вместе с работами сына, живописца М. Вдовичева.

## Основные произведения
- «Весна в деревне» (1963),
- «Кибечкасы» (1965),
- «Вербы» (1967),
- «Ольховое кружево» (1971),
- «Пейзаж с красным трактором» (1979),
- «Родная земля»,
- «Черемуха» (1985).
- «Берёзовая роща».

## Выставки
- республиканские (с 1960);
- художников 16-и автономных республик РСФСР (Москва, 1974);
- «Молодые художники России» (Москва, 1968);
- зональные «Большая Волга» (Волгоград, 1967; Ульяновск, 1970; Горький, 1974; Казань, 1974; Чебоксары, 1985);
- Художники автономных республик, областей и национальных округов РСФСР. (Москва, 1989).

## Персональные выставки
- с. Янгорчино (1976);
- Чебоксары (1977, 1987, 1997).
- Персональная выставка «Тихая песнь души» к 70-летию со дня рождения. 2007.
- Персональная выставка «Отражения души» к 80-летию со дня рождения. Чувашский государственный художественный музей, январь 2017.

## Звания
Заслуженный художник Чувашской Республики (1997).